# IC 4333
IC 4333 — галактика типу S0 (спіральна галактика) у сузір'ї Октант.
Цей об'єкт міститься в оригінальній редакції індексного каталогу.